# Viluvuori
Viluvuori är en kulle i Finland.   Den ligger i den ekonomiska regionen  Åbo ekonomiska region  och landskapet Egentliga Finland, i den sydvästra delen av landet, 170 km väster om huvudstaden Helsingfors. Toppen på Viluvuori är 44 meter över havet. Viluvuori ligger på ön Rimito.
Terrängen runt Viluvuori är platt. Havet är nära Viluvuori åt sydväst. Runt Viluvuori är det glesbefolkat, med 14 invånare per kvadratkilometer. Närmaste större samhälle är Nådendal, 10,8 km nordost om Viluvuori. I omgivningarna runt Viluvuori växer i huvudsak barrskog.